# Trichopterigia pilcheri
Trichopterigia pilcheri là một loài bướm đêm trong họ Geometridae.